# Sülzhayn

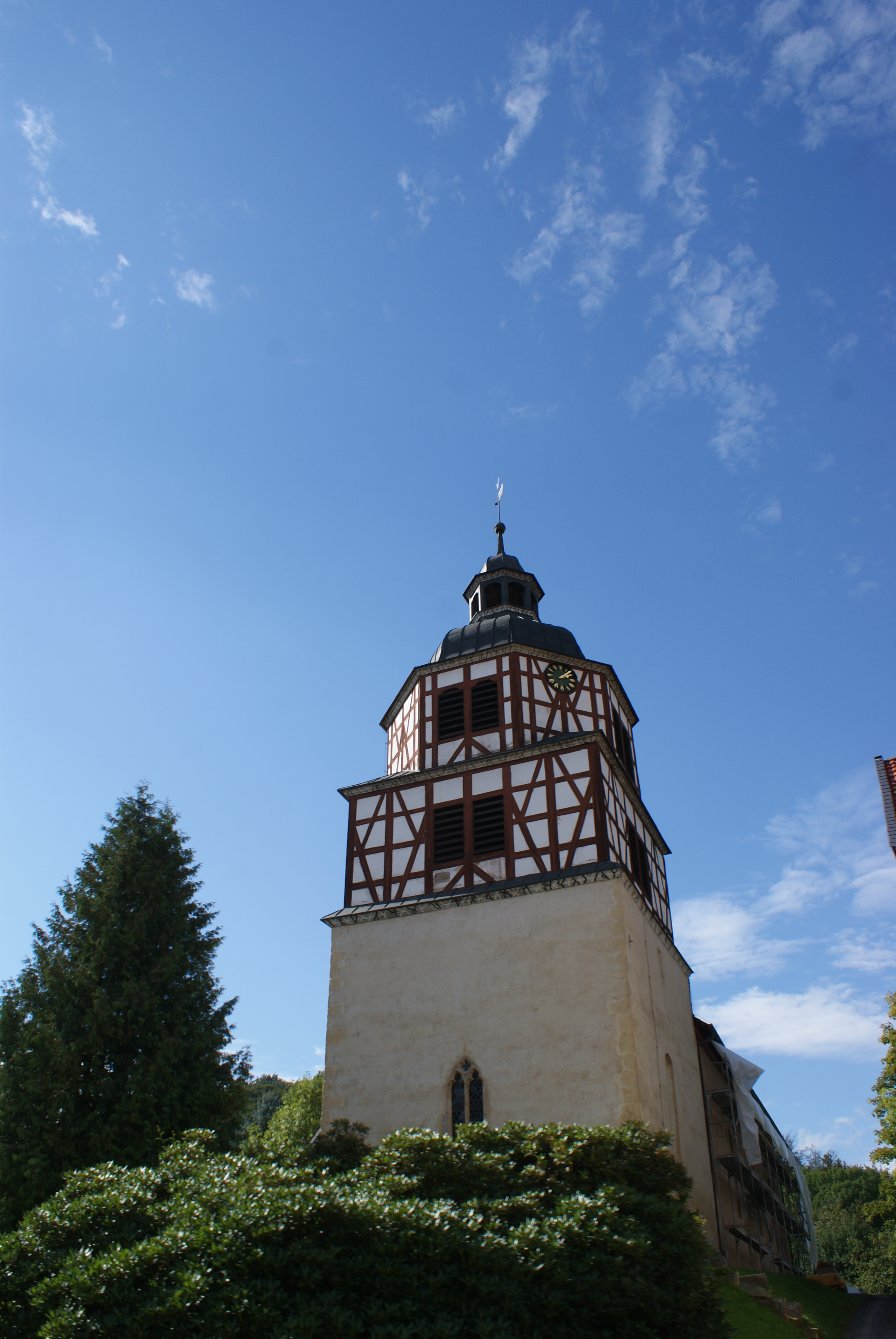
St.-Katharinen-Kirche

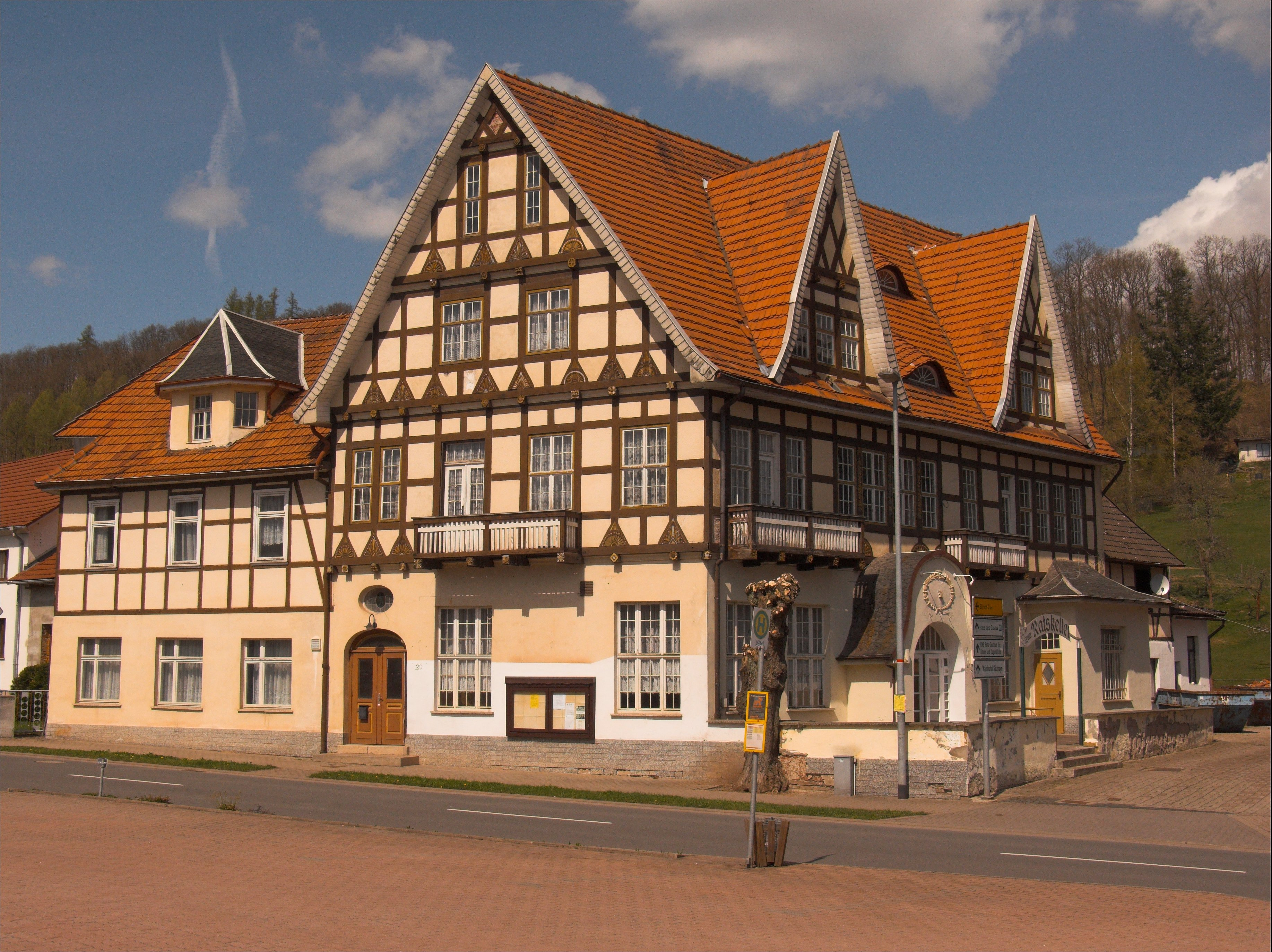
Ehemaliges Rathaus

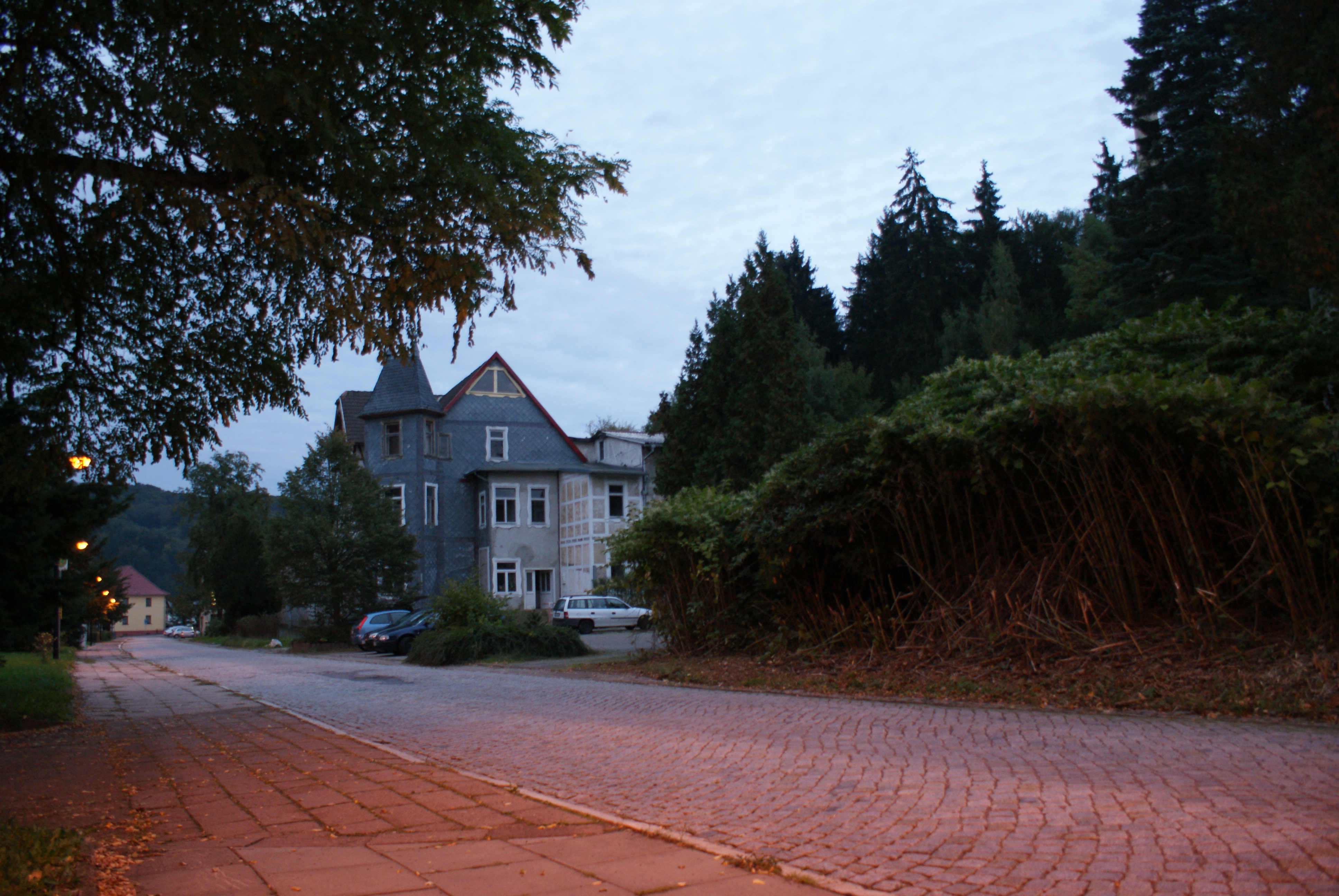
Sanatorium Waldpark aus der Glanzzeit von Sülzhayn

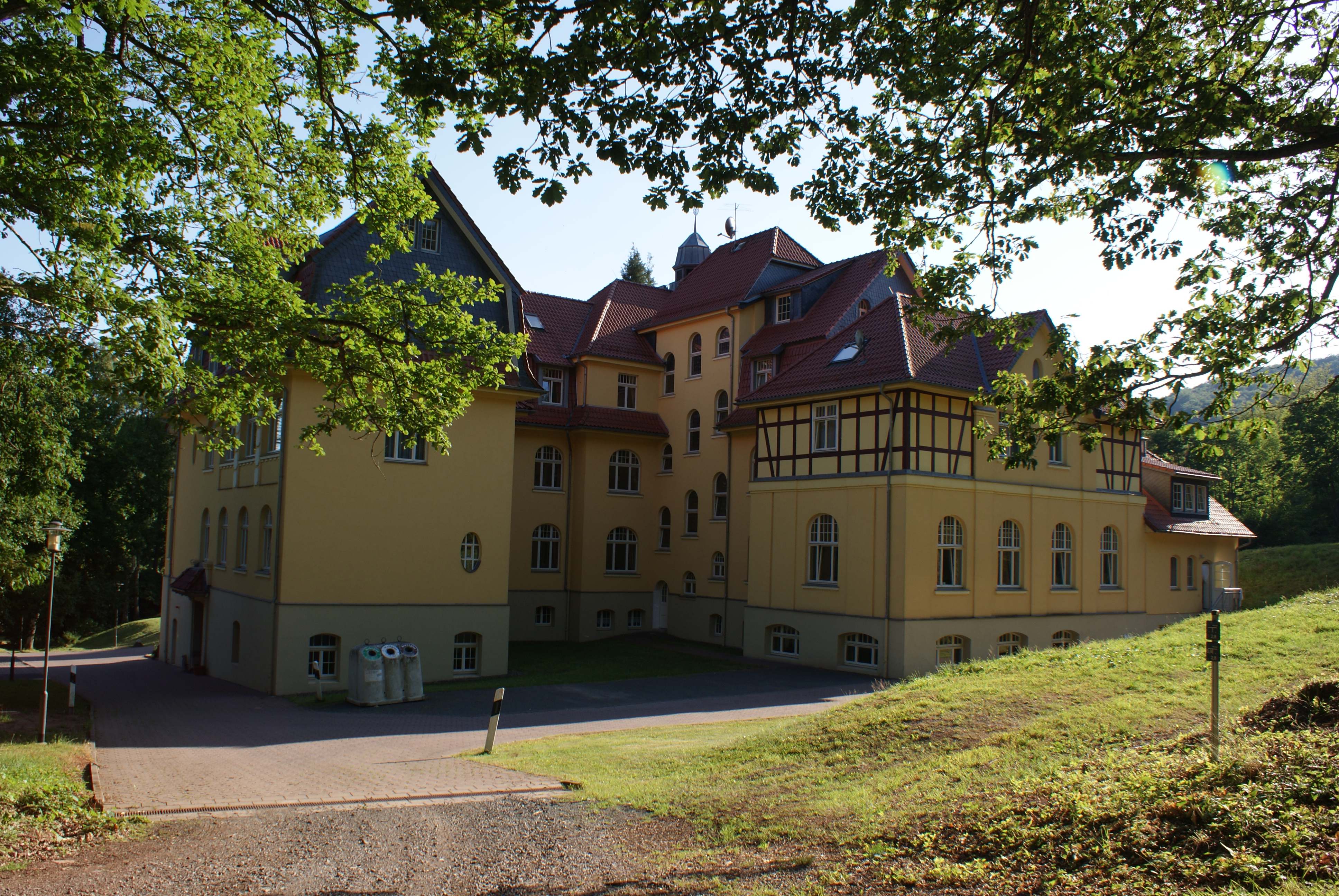
Ehemaliges Sanatorium „Dr. Steins Neues Sanatorium“ nach Restaurierung heute „Romantisches Genießer Hotel Südharz“

Sülzhayn (Bedeutung etwa: „Hecke oder Hain am salzigen Fluss“) ist ein Stadtteil von Ellrich in Thüringen (Deutschland). Der staatlich anerkannte Erholungsort hat rund 1.000 Einwohner und liegt 3 km Luftlinie nordöstlich der Ellricher Stadtmitte auf einer Höhe von 350 m ü. NN.

## Geografie

### Geografische Lage
Sülzhayn liegt an der Sülze, einem Zufluss der Zorge, unterhalb des Dreiländerecks zwischen Thüringen, Sachsen-Anhalt und Niedersachsen am Südhang des Harzes. Auch nach Süden ist Sülzhayn durch eine Hügelkette geschützt.

### Nachbarorte
Nachbarorte sind Rothesütte im Norden, Zorge im Südwesten, Ellrich im Süden sowie Werna im Südosten. Rothesütte und Zorge sind allerdings nicht über Straßen mit dem Ort verbunden.

## Geschichte
Der Ort Sülzhayn wurde 1332 erstmals urkundlich erwähnt. Er war ursprünglich eine Gemeinde in der Grafschaft Hohnstein und kam 1593 zum welfischen Herzogtum Braunschweig. Im Königreich Hannover gehörte es zum Amt Hohnstein, einer von der preußischen Provinz Sachsen umgebenen Exklave, und gehörte daher nach der preußischen Annexion Hannovers 1866 zur Provinz Hannover und zum 1885 gebildeten Kreis Ilfeld, ehe es 1932 mit der Auflösung des Kreises zum Landkreis Grafschaft Hohenstein in der Provinz Sachsen kam und daher nach 1945 thüringisch wurde. Am 9. April 1994 wurde die Gemeinde Sülzhayn in die Stadt Ellrich eingemeindet.

### Entwicklung als Kurort
Als Folge der raschen Industrialisierung im Deutschen Reich zum Ende des 19. Jahrhunderts kam es in den Industriezentren und Großstädten zu einem enormen Anstieg bei Atemwegserkrankungen – unmittelbare Folge eines Phänomens, das man heute als Smog bezeichnet. Paul Stieber, der Direktor der Norddeutschen Knappschafts-Pensionskasse Halle, hatte die Idee, die weiterhin land- und forstwirtschaftlich geprägte Region des Südharzes für Luftkuren aufzusuchen. Auch erhoffte er sich, dort relativ preisgünstige Kurangebote für die Bergmänner und die Arbeiterschaft ermöglichen zu können.
Der Kurbetrieb in der Region war bis in die 1950er Jahre möglich, dann geriet der Ort wegen seiner Nähe zur innerdeutschen Grenze in Isolation. Die Mehrzahl der Kurhotels und -Heime wurde geschlossen. Verblieben ist das KMG Rehabilitationszentrum Sülzhayn, in dem neurologisch oder neuropsychiatrisch erkrankte und entwicklungsverzögerte Kinder, Jugendliche und junge Erwachsene behandelt werden. Zudem besitzt das Rehabilitationszentrum das Alleinstellungsmerkmal der Behandlung von Betroffenen mit Fetalen Alkoholspektrum-Störungen (FASD).
Noch heute findet man in und um Sülzhayn Spuren dieser Vergangenheit. Zahlreiche große Häuser lassen erahnen, dass Sülzhayn vor 100 Jahren ein gänzlich anderer Ort war.
Folgende Häuser sind teilweise heute noch zu finden:
- Knappschafts-Heilstätte
- Sanatorium Dr. Kremser (abgerissen[5])
- Sanatorium Glückauf
- Sanatorium Erholung (Ruine)
- Sanatorium Hohenstein
- Sanatorium Hohentanneck (Ruine)
- Sanatorium Waldhaus (abgerissen)
- Sanatorium Otto Stubbe (abgerissen)
- Sanatorium Dr. Steins Neues Sanatorium
- Sanatorium Kurhaus (abgerissen)
- Sanatorium Rodehorst

## Ortsbürgermeister
Seit der Kommunalwahl 2024 ist Inga Kalbitz (CDU) Ortsbürgermeisterin von Sülzhayn. Sie wurde mit 74 Prozent der Stimmen gewählt.

## Sehenswürdigkeiten
- St.-Katharinen-Kirche

## Söhne und Töchter des Ortes
- Ernst Wilhelm Gottfried Hallensleben (1769–1856), deutscher Kaufmann und Politiker
- Hermann von Borries (1899–1943), deutscher Offizier